# سری آ ۲۱–۲۰۲۰
سری آ ۲۱–۲۰۲۰ که به دلیل حامی مالی آن به عنوان سری آ TIM شناخته می‌شود، ۱۱۹ مین دوره از سطح اول فوتبال در ایتالیا، ۸۹ مین دوره از این مسابقات در قالب رقابت‌های دوره‌ای و یازدهمین فصل از زمان تشکیل آن تحت نظارت کمیته اجرایی لیگ، لگا سری آ بود.
یوونتوس به عنوان مدافع قهرمانی پا به عرصه رقابت‌های این فصل گذاشت.

## اثراتکووید-۱۹بر فصل
یک روز پس از مسابقه ناپولی-جنوا در ۲۷ سپتامبر ۲۰۲۰، جنوا اعلام کرد که آزمایش ۱۴ بازیکن تیم مثبت اعلام شده‌است. به دنبال این اتفاق، بازی جنوآ-تورینو که برای ۳ اکتبر برنامه‌ریزی شده‌بود به تعویق افتاد.
در ۳ اکتبر، آزمایش کووید-۱۹ دو بازیکن از ناپولی، پیوتر زیلینسکی و الیف الماس، مثبت شد و پس از آنکه اداره بهداشت محلی، مجوز ترک ناپل را برای آنها صادر نکرد، باشگاه ناپولی مانع از خروج بازیکنانش برای بازی مقابل یوونتوس در تورین شد. لگا کالچیو تصمیم گرفت تا این بازی را که برای ۴ اکتبر ۲۰۲۰ برنامه‌ریزی کرده بود، در زمان مقرر برگزار کند. در روز بازی، یوونتوس در غیاب حریفان خود که در ناپل در قرنطینه به سر می‌بردند به میدان رفت. در ۱۴ اکتبر، یوونتوس ۳–۰ پیروز این بازی اعلام و از ناپولی یک امتیاز کسر شد، چرا که کمیسیون انضباطی اعلام کرد که ناپولی پروتکل همه‌گیری کووید-۱۹ را رعایت نکرده‌است. با این حال، به دنبال درخواست تجدیدنظر ناپولی به کمیته ملی المپیک ایتالیا، این مجازات‌ها در ۲۲ دسامبر لغو شد و نهایتا این بازی با شش ماه تاخیر، در ۷ آوریل ۲۰۲۱ برگزار شد.

## تیم‌ها
بیست تیم در رقابت‌های این فصل از لیگ رقابت می‌کنند که شال هفده تیم برتر از فصل گذشته و سه تیم صعود کرده از سری بی است.
بنونتو (در ۲۹ ژوئن ۲۰۲۰) و کروتونه (در ۲۴ ژوئیه ۲۰۲۰) دو تیمی بودند که به طور مستقیم و هر دو پس از دو سال غیبت، از سری بی صعود کردند.  در ۲۰ اوت ۲۰۲۰، اسپتزیا در بازی پلی‌آف سری بی پیروز شد تا برای اولین بار به سری آ صعود کند؛ اسپزیا شصت و ششمین تیمی است که حضور در دسته برتر فوتبال ایتالیا را تجربه می‌کند.

### تغییرات تیم‌ها
| رتبه | سقوط از سری آ |
| ---- | ------------- |
| ۱۸.  | لچه           |
| ۱۹.  | برشا          |
| ۲۰.  | اسپال         |

| رتبه | صعود از سری بی |
| ---- | -------------- |
| ۱.   | بنونتو         |
| ۲.   | کروتونه        |
| ۳.   | اسپتزیا        |

### تعداد تیم‌ها براساس منطقه
| تعداد | ناحیه               | تیم(ها)                      |
| ----- | ------------------- | ---------------------------- |
| ۳     | امیلیا-رومانیا      | بولونیا، پارما و ساسوئولو    |
| ۳     | لیگوریا             | جنوآ، سمپدوریا و اسپتزیا     |
| ۳     | لمباردی             | آتالانتا، اینترمیلان و میلان |
| ۲     | کامپانیا            | بنونتو و ناپولی              |
| ۲     | لاتزیو              | لاتزیو ، رم                  |
| ۲     | پیمونت              | یوونتوس، تورینو              |
| ۱     | کالابریا            | کروتونه                      |
| ۱     | فریولی ونتزیا جولیا | اودینزه                      |
| ۱     | ساردینیا            | کالیاری                      |
| ۱     | توسکانی             | فیورنتینا                    |
| ۱     | ونتو                | هلاس ورونا                   |

### ورزشگاه و بودجه تیم‌ها
| تیم        | موقعیت     | ورزشگاه                          | ظرفیت  | عملکرد ۲۰–۲۰۱۹   |
| ---------- | ---------- | -------------------------------- | ------ | ---------------- |
| آتالانتا   | برگامو     | ورزشگاه آتلتی آتزوری دایتالیا    | ۲۵٬۰۰۰ | سوم در سری آ     |
| بنونتو     | بنونتو     | ورزشگاه چیرو ویگوریتو            | ۱۶٬۸۶۷ | صعود از سری بی   |
| بولونیا    | بولونیا    | ورزشگاه رناتو دلارا              | ۳۶٬۴۶۲ | ۱۲ام در سری آ    |
| کالیاری    | کالیاری    | ورزشگاه ساردینیا آرنا            | ۱۶٬۴۱۶ | ۱۴ام در سری آ    |
| کروتونه    | کروتون     | ورزشگاه اتزیو شیدا               | ۱۶٬۶۴۰ | صعود از سری بی   |
| فیورنتینا  | فلورانس    | ورزشگاه آرتمیو فرانکی            | ۴۵٬۰۰۰ | ۱۰ام در سری آ    |
| جنوآ       | جنوآ       | ورزشگاه لوئیجی فراری             | ۳۶٬۶۰۰ | ۱۷ام در سری آ    |
| هلاس ورونا | ورونا      | ورزشگاه مارک آنتونیو بنتگودی     | ۳۹٬۳۷۱ | ۹ام در سری آ     |
| اینترمیلان | میلان      | ورزشگاه سن سیرو                  | ۷۵٬۹۲۳ | نایب‌قهرمان سری آ |
| یوونتوس    | تورین      | ورزشگاه آلیانز                   | ۴۱٬۵۰۷ | قهرمان سری آ     |
| لاتزیو     | رم         | ورزشگاه المپیک رم                | ۷۰٬۶۳۴ | ۴ام در سری آ     |
| میلان      | میلان      | سن سیرو                          | ۷۵٬۹۲۳ | ۶ام در سری آ     |
| ناپولی     | ناپل       | ورزشگاه سن پائولو                | ۵۴٬۷۲۶ | ۷ام در سری آ     |
| پارما      | پارما      | ورزشگاه انیو تاردینی             | ۲۷٬۹۰۶ | ۱۱ام در سری آ    |
| رم         | رم         | ورزشگاه المپیک                   | ۷۰٬۶۳۴ | ۵ام در سری آ     |
| سمپدوریا   | جنوآ       | ورزشگاه لوئیجی فراریز            | ۳۶٬۵۹۹ | ۱۵ام در سری آ    |
| ساسوئولو   | ساسوئولو   | ورزشگاه ماپی – چیتا دل تریکولوره | ۲۳٬۷۱۷ | ۸ام در سری آ     |
| اسپتزیا    | لا اسپتزیا | ورزشگاه دینو مانوتزی             | ۲۳٬۸۶۰ | صعود از سری بی   |
| تورینو     | تورین      | ورزشگاه المپیک تورین             | ۲۷٬۹۵۸ | ۱۶ام در سری آ    |
| اودینزه    | اودین      | ورزشگاه فریولی                   | ۲۵٬۱۴۴ | ۱۳ام در سری آ    |

### پرسنل و لباس‌ها
| تیم        | سرمربی              | کاپیتان           | تولیدکننده | حامی مالی                                               |
| ---------- | ------------------- | ----------------- | ---------- | ------------------------------------------------------- |
| آتالانتا   | جان پیرو گاسپرینی   | پاپو گومز         | جوما       | Plus500 ،Radici Group ،Gewiss ،Automha                  |
| بنونتو     | فیلیپو اینزاگی      | کریستین ماجو      | کاپا       | IVPC ،Rillo Costruzioni ،Pasta Rummo ،Don Peppe         |
| بولونیا    | سینیشا میهایلوویچ   | آندره‌آ پولی       | ماکرون     | Facile Ristrutturare ،Selenella ،Illumia ،Scala         |
| کالیاری    | ائوزبیو دی فرانچسکو | لوکا چپیتلی       | آدیداس     | Ichnusa ،Tiscali ،Arborea                               |
| کروتونه    | جووانی ستروپا       | الکس کورداز       | Zeus       | San Vincenzo Salumi ،Envì Group ،Ford Vumbaca Group     |
| فیورنتینا  | چزاره پراندلی       | خرمان پسلا        | کاپا       | Mediacom ،Prima.it ،Estra                               |
| جنوآ       | داویده بالاردینی    | دومنیکو کریشیتو   | کاپا       | Banca Sistema ،Leaseplan ،Synlab                        |
| هلاس ورونا | ایوان یوریچ         | میگل ولوسو        | ماکرون     | Gruppo Sinergy ،Winelivery ،Trivellato Industriali      |
| اینترمیلان | آنتونیو کونته       | سمیر هاندانوویچ   | نایکی      | Pirelli ،Driver                                         |
| یوونتوس    | آندره‌آ پیرلو        | جورجو کیه‌لینی     | آدیداس     | Jeep، Cygames                                           |
| لاتزیو     | سیمونه اینزاگی      | سناد لولیچ        | ماکرون     | Frecciarossa                                            |
| میلان      | استفانو پیولی       | آلسیو رومانیولی   | پوما       | Emirates                                                |
| ناپولی     | جنارو گتوزو         | لورنزو اینسینیه   | کاپا       | Lete، MSC Cruises ،Kimbo Caffè                          |
| پارما      | فابیو لیورانی       | برونو آلوز        | اره‌آ       | Cetilar ،Old Wild West ،Viva la Mamma ،Canovi Coperture |
| رم         | پائولو فونسکا       | ادین جکو          | نایکی      | Qatar Airways، Hyundai ،Iqoniq                          |
| سمپدوریا   | کلودیو رانیری       | فابیو کوالیارلا   | ماکرون     | Very Mobile ،IBSA Group                                 |
| ساسوئولو   | روبرتو د زربی       | فرانچسکو ماینانلی | پوما       | Mapei                                                   |
| اسپتزیا    | وینچنزو ایتالیانو   | کلودیو ترزی       | Acerbis    | TEN Food & Beverage ،Pediatrica ،Iozzelli Piscine       |
| تورینو     | مارکو جامپائولو     | آندره‌آ بلوتی      | جوما       | Suzuki ،Beretta ،Edilizia Acrobatica ،N° 38 Wüber       |
| اودینزه    | لوکا گوتی           | کوین لازانیا      | ماکرون     | Dacia ،Vortice ،Bluenergy ،Prosciutto San Daniele       |

### تغییرات مربیان
| تیم       | مربی خروجی          | علت خروج      | تاریخ خروج     | رتبه در جدول | مربی جایگزین        | تاریخ انتصاب   |
| --------- | ------------------- | ------------- | -------------- | ------------ | ------------------- | -------------- |
| کالیاری   | والتر زنگا          | پایان قرارداد | ۲ اوت ۲۰۲۰     | پیش-فصل      | ائوزبیو دی فرانچسکو | ۳ اوت ۲۰۲۰     |
| تورینو    | مورنو لونگو         | پایان قرارداد | ۲ اوت ۲۰۲۰     | پیش-فصل      | مارکو جامپائولو     | ۷ اوت ۲۰۲۰     |
| یوونتوس   | مائوریتسیو ساری     | اخراج شد      | ۸ اوت ۲۰۲۰     | پیش-فصل      | آندره‌آ پیرلو        | ۸ اوت ۲۰۲۰     |
| پارما     | روبرتو داورسا       | اخراج شد      | ۲۳ اوت ۲۰۲۰    | پیش-فصل      | فابیو لیورانی       | ۲۸ اوت ۲۰۲۰    |
| جنوآ      | داویده نیکولا       | اخراج شد      | ۲۶ اوت ۲۰۲۰    | پیش-فصل      | رولاندو ماران       | ۲۶ اوت ۲۰۲۰    |
| فیورنتینا | جوزپه یاکینی        | اخراج شد      | ۹ نوامبر ۲۰۲۰  | دوازدهم      | چزاره پراندلی       | ۹ نوامبر ۲۰۲۰  |
| جنوآ      | رولاندو ماران       | اخراج شد      | ۲۱ دسامبر ۲۰۲۰ | نوزدهم       | داویده بالاردینی    | ۲۱ دسامبر ۲۰۲۰ |
| پارما     | فابیو لیورانی       | اخراج شد      | ۷ ژانویه ۲۰۲۱  | ۱۸ام         | روبرتو داورسا       | ۷ ژانویه ۲۰۲۱  |
| تورینو    | مارکو جامپائولو     | اخراج شد      | ۱۸ ژانویه ۲۰۲۱ | ۱۸ام         | داویده نیکولا       | ۱۹ ژانویه ۲۰۲۱ |
| کالیاری   | ائوزبیو دی فرانچسکو | اخراج شد      | ۲۲ فوریه ۲۰۲۱  | ۱۸ام         | لئوناردو سمپلیچی    | ۲۲ فوریه ۲۰۲۱  |
| کروتونه   | جووانی ستروپا       | اخراج شد      | ۱ مارس ۲۰۲۱    | ۲۰ام         | سرسه کوزمی          | ۱ مارس ۲۰۲۱    |
| فیورنتینا | چزاره پراندلی       | استعفا داد    | ۲۳ مارس ۲۰۲۱   | ۱۴ام         | جوزپه یاکینی        | ۲۴ مارس ۲۰۲۱   |

## جدول لیگ و نتایج

### جدول لیگ
| رتبه                     | تیم         | امتیاز | بازی | پ. | ت. | ش. | گ.ز. | گ.خ. | ت.گ. | توضیحات |
| ------------------------ | ----------- | ------ | ---- | -- | -- | -- | ---- | ---- | ---- | --- |
| ۱.                       | اینتر میلان | ۹۱     | ۳۸   | ۲۸ | ۷  | ۳  | ۸۹   | ۳۵   | +۵۴  | قوانین جدول رده‌بندی: ۱: امتیازات ۲: امتیاز در بازی‌های رو در رو ۳: تفاضل گل در بازی‌های رو در رو ۴: تفاضل گل ۵: گل‌های زده ۶: تساوی‌ها یادداشت: آمار بازی‌های رو در رو تنها زمانی در نظر گرفته می‌شود که تمام بازی‌های متقابل تیم‌های مورد نظر برگزار شده باشد. صعود و سقوط کسب سهمیه حضور در مرحله گروهی لیگ قهرمانان اروپا ۲۲–۲۰۲۱ کسب سهمیه حضور در مرحله گروهی لیگ اروپا ۲۲–۲۰۲۱ کسب سهمیه حضور در مرحله پلی‌آف لیگ کنفرانس اروپا ۲۲–۲۰۲۱ سقوط به سری بی ۲۲–۲۰۲۱ |
| ۲.                       | میلان       | ۷۹     | ۳۸   | ۲۴ | ۷  | ۷  | ۷۴   | ۴۱   | +۳۳  | قوانین جدول رده‌بندی: ۱: امتیازات ۲: امتیاز در بازی‌های رو در رو ۳: تفاضل گل در بازی‌های رو در رو ۴: تفاضل گل ۵: گل‌های زده ۶: تساوی‌ها یادداشت: آمار بازی‌های رو در رو تنها زمانی در نظر گرفته می‌شود که تمام بازی‌های متقابل تیم‌های مورد نظر برگزار شده باشد. صعود و سقوط کسب سهمیه حضور در مرحله گروهی لیگ قهرمانان اروپا ۲۲–۲۰۲۱ کسب سهمیه حضور در مرحله گروهی لیگ اروپا ۲۲–۲۰۲۱ کسب سهمیه حضور در مرحله پلی‌آف لیگ کنفرانس اروپا ۲۲–۲۰۲۱ سقوط به سری بی ۲۲–۲۰۲۱ |
| ۳.                       | آتالانتا    | ۷۸     | ۳۸   | ۲۳ | ۹  | ۶  | ۹۰   | ۴۷   | +۴۳  | قوانین جدول رده‌بندی: ۱: امتیازات ۲: امتیاز در بازی‌های رو در رو ۳: تفاضل گل در بازی‌های رو در رو ۴: تفاضل گل ۵: گل‌های زده ۶: تساوی‌ها یادداشت: آمار بازی‌های رو در رو تنها زمانی در نظر گرفته می‌شود که تمام بازی‌های متقابل تیم‌های مورد نظر برگزار شده باشد. صعود و سقوط کسب سهمیه حضور در مرحله گروهی لیگ قهرمانان اروپا ۲۲–۲۰۲۱ کسب سهمیه حضور در مرحله گروهی لیگ اروپا ۲۲–۲۰۲۱ کسب سهمیه حضور در مرحله پلی‌آف لیگ کنفرانس اروپا ۲۲–۲۰۲۱ سقوط به سری بی ۲۲–۲۰۲۱ |
| ۴.                       | یوونتوس     | ۷۸     | ۳۸   | ۲۳ | ۹  | ۶  | ۷۷   | ۳۸   | +۳۹  | قوانین جدول رده‌بندی: ۱: امتیازات ۲: امتیاز در بازی‌های رو در رو ۳: تفاضل گل در بازی‌های رو در رو ۴: تفاضل گل ۵: گل‌های زده ۶: تساوی‌ها یادداشت: آمار بازی‌های رو در رو تنها زمانی در نظر گرفته می‌شود که تمام بازی‌های متقابل تیم‌های مورد نظر برگزار شده باشد. صعود و سقوط کسب سهمیه حضور در مرحله گروهی لیگ قهرمانان اروپا ۲۲–۲۰۲۱ کسب سهمیه حضور در مرحله گروهی لیگ اروپا ۲۲–۲۰۲۱ کسب سهمیه حضور در مرحله پلی‌آف لیگ کنفرانس اروپا ۲۲–۲۰۲۱ سقوط به سری بی ۲۲–۲۰۲۱ |
| ۵.                       | ناپولی      | ۷۷     | ۳۸   | ۲۴ | ۵  | ۹  | ۸۶   | ۴۱   | +۴۵  | قوانین جدول رده‌بندی: ۱: امتیازات ۲: امتیاز در بازی‌های رو در رو ۳: تفاضل گل در بازی‌های رو در رو ۴: تفاضل گل ۵: گل‌های زده ۶: تساوی‌ها یادداشت: آمار بازی‌های رو در رو تنها زمانی در نظر گرفته می‌شود که تمام بازی‌های متقابل تیم‌های مورد نظر برگزار شده باشد. صعود و سقوط کسب سهمیه حضور در مرحله گروهی لیگ قهرمانان اروپا ۲۲–۲۰۲۱ کسب سهمیه حضور در مرحله گروهی لیگ اروپا ۲۲–۲۰۲۱ کسب سهمیه حضور در مرحله پلی‌آف لیگ کنفرانس اروپا ۲۲–۲۰۲۱ سقوط به سری بی ۲۲–۲۰۲۱ |
| ۶.                       | لاتزیو      | ۶۸     | ۳۸   | ۲۱ | ۵  | ۱۲ | ۶۱   | ۵۵   | +۶   | قوانین جدول رده‌بندی: ۱: امتیازات ۲: امتیاز در بازی‌های رو در رو ۳: تفاضل گل در بازی‌های رو در رو ۴: تفاضل گل ۵: گل‌های زده ۶: تساوی‌ها یادداشت: آمار بازی‌های رو در رو تنها زمانی در نظر گرفته می‌شود که تمام بازی‌های متقابل تیم‌های مورد نظر برگزار شده باشد. صعود و سقوط کسب سهمیه حضور در مرحله گروهی لیگ قهرمانان اروپا ۲۲–۲۰۲۱ کسب سهمیه حضور در مرحله گروهی لیگ اروپا ۲۲–۲۰۲۱ کسب سهمیه حضور در مرحله پلی‌آف لیگ کنفرانس اروپا ۲۲–۲۰۲۱ سقوط به سری بی ۲۲–۲۰۲۱ |
| ۷.                       | رم          | ۶۲     | ۳۸   | ۱۸ | ۸  | ۱۲ | ۶۸   | ۵۸   | +۱۰  | قوانین جدول رده‌بندی: ۱: امتیازات ۲: امتیاز در بازی‌های رو در رو ۳: تفاضل گل در بازی‌های رو در رو ۴: تفاضل گل ۵: گل‌های زده ۶: تساوی‌ها یادداشت: آمار بازی‌های رو در رو تنها زمانی در نظر گرفته می‌شود که تمام بازی‌های متقابل تیم‌های مورد نظر برگزار شده باشد. صعود و سقوط کسب سهمیه حضور در مرحله گروهی لیگ قهرمانان اروپا ۲۲–۲۰۲۱ کسب سهمیه حضور در مرحله گروهی لیگ اروپا ۲۲–۲۰۲۱ کسب سهمیه حضور در مرحله پلی‌آف لیگ کنفرانس اروپا ۲۲–۲۰۲۱ سقوط به سری بی ۲۲–۲۰۲۱ |
| ۸.                       | ساسولو      | ۶۲     | ۳۸   | ۱۷ | ۱۱ | ۱۰ | ۶۴   | ۵۶   | +۸   | قوانین جدول رده‌بندی: ۱: امتیازات ۲: امتیاز در بازی‌های رو در رو ۳: تفاضل گل در بازی‌های رو در رو ۴: تفاضل گل ۵: گل‌های زده ۶: تساوی‌ها یادداشت: آمار بازی‌های رو در رو تنها زمانی در نظر گرفته می‌شود که تمام بازی‌های متقابل تیم‌های مورد نظر برگزار شده باشد. صعود و سقوط کسب سهمیه حضور در مرحله گروهی لیگ قهرمانان اروپا ۲۲–۲۰۲۱ کسب سهمیه حضور در مرحله گروهی لیگ اروپا ۲۲–۲۰۲۱ کسب سهمیه حضور در مرحله پلی‌آف لیگ کنفرانس اروپا ۲۲–۲۰۲۱ سقوط به سری بی ۲۲–۲۰۲۱ |
| ۹.                       | سمپدوریا    | ۵۲     | ۳۸   | ۱۵ | ۷  | ۱۶ | ۵۲   | ۵۴   | -۲   | قوانین جدول رده‌بندی: ۱: امتیازات ۲: امتیاز در بازی‌های رو در رو ۳: تفاضل گل در بازی‌های رو در رو ۴: تفاضل گل ۵: گل‌های زده ۶: تساوی‌ها یادداشت: آمار بازی‌های رو در رو تنها زمانی در نظر گرفته می‌شود که تمام بازی‌های متقابل تیم‌های مورد نظر برگزار شده باشد. صعود و سقوط کسب سهمیه حضور در مرحله گروهی لیگ قهرمانان اروپا ۲۲–۲۰۲۱ کسب سهمیه حضور در مرحله گروهی لیگ اروپا ۲۲–۲۰۲۱ کسب سهمیه حضور در مرحله پلی‌آف لیگ کنفرانس اروپا ۲۲–۲۰۲۱ سقوط به سری بی ۲۲–۲۰۲۱ |
| ۱۰.                      | هلاس ورونا  | ۴۵     | ۳۸   | ۱۱ | ۱۲ | ۱۵ | ۴۶   | ۴۸   | -۲   | قوانین جدول رده‌بندی: ۱: امتیازات ۲: امتیاز در بازی‌های رو در رو ۳: تفاضل گل در بازی‌های رو در رو ۴: تفاضل گل ۵: گل‌های زده ۶: تساوی‌ها یادداشت: آمار بازی‌های رو در رو تنها زمانی در نظر گرفته می‌شود که تمام بازی‌های متقابل تیم‌های مورد نظر برگزار شده باشد. صعود و سقوط کسب سهمیه حضور در مرحله گروهی لیگ قهرمانان اروپا ۲۲–۲۰۲۱ کسب سهمیه حضور در مرحله گروهی لیگ اروپا ۲۲–۲۰۲۱ کسب سهمیه حضور در مرحله پلی‌آف لیگ کنفرانس اروپا ۲۲–۲۰۲۱ سقوط به سری بی ۲۲–۲۰۲۱ |
| ۱۱.                      | جنوا        | ۴۲     | ۳۸   | ۱۰ | ۱۲ | ۱۶ | ۴۷   | ۵۸   | -۱۱  | قوانین جدول رده‌بندی: ۱: امتیازات ۲: امتیاز در بازی‌های رو در رو ۳: تفاضل گل در بازی‌های رو در رو ۴: تفاضل گل ۵: گل‌های زده ۶: تساوی‌ها یادداشت: آمار بازی‌های رو در رو تنها زمانی در نظر گرفته می‌شود که تمام بازی‌های متقابل تیم‌های مورد نظر برگزار شده باشد. صعود و سقوط کسب سهمیه حضور در مرحله گروهی لیگ قهرمانان اروپا ۲۲–۲۰۲۱ کسب سهمیه حضور در مرحله گروهی لیگ اروپا ۲۲–۲۰۲۱ کسب سهمیه حضور در مرحله پلی‌آف لیگ کنفرانس اروپا ۲۲–۲۰۲۱ سقوط به سری بی ۲۲–۲۰۲۱ |
| ۱۲.                      | بولونیا     | ۴۱     | ۳۸   | ۱۰ | ۱۱ | ۱۷ | ۵۱   | ۶۵   | -۱۴  | قوانین جدول رده‌بندی: ۱: امتیازات ۲: امتیاز در بازی‌های رو در رو ۳: تفاضل گل در بازی‌های رو در رو ۴: تفاضل گل ۵: گل‌های زده ۶: تساوی‌ها یادداشت: آمار بازی‌های رو در رو تنها زمانی در نظر گرفته می‌شود که تمام بازی‌های متقابل تیم‌های مورد نظر برگزار شده باشد. صعود و سقوط کسب سهمیه حضور در مرحله گروهی لیگ قهرمانان اروپا ۲۲–۲۰۲۱ کسب سهمیه حضور در مرحله گروهی لیگ اروپا ۲۲–۲۰۲۱ کسب سهمیه حضور در مرحله پلی‌آف لیگ کنفرانس اروپا ۲۲–۲۰۲۱ سقوط به سری بی ۲۲–۲۰۲۱ |
| ۱۳.                      | فیورنتینا   | ۴۰     | ۳۸   | ۹  | ۱۳ | ۱۶ | ۴۷   | ۵۹   | -۱۲  | قوانین جدول رده‌بندی: ۱: امتیازات ۲: امتیاز در بازی‌های رو در رو ۳: تفاضل گل در بازی‌های رو در رو ۴: تفاضل گل ۵: گل‌های زده ۶: تساوی‌ها یادداشت: آمار بازی‌های رو در رو تنها زمانی در نظر گرفته می‌شود که تمام بازی‌های متقابل تیم‌های مورد نظر برگزار شده باشد. صعود و سقوط کسب سهمیه حضور در مرحله گروهی لیگ قهرمانان اروپا ۲۲–۲۰۲۱ کسب سهمیه حضور در مرحله گروهی لیگ اروپا ۲۲–۲۰۲۱ کسب سهمیه حضور در مرحله پلی‌آف لیگ کنفرانس اروپا ۲۲–۲۰۲۱ سقوط به سری بی ۲۲–۲۰۲۱ |
| ۱۴.                      | اودینزه     | ۴۰     | ۳۸   | ۱۰ | ۱۰ | ۱۸ | ۴۲   | ۵۸   | -۱۶  | قوانین جدول رده‌بندی: ۱: امتیازات ۲: امتیاز در بازی‌های رو در رو ۳: تفاضل گل در بازی‌های رو در رو ۴: تفاضل گل ۵: گل‌های زده ۶: تساوی‌ها یادداشت: آمار بازی‌های رو در رو تنها زمانی در نظر گرفته می‌شود که تمام بازی‌های متقابل تیم‌های مورد نظر برگزار شده باشد. صعود و سقوط کسب سهمیه حضور در مرحله گروهی لیگ قهرمانان اروپا ۲۲–۲۰۲۱ کسب سهمیه حضور در مرحله گروهی لیگ اروپا ۲۲–۲۰۲۱ کسب سهمیه حضور در مرحله پلی‌آف لیگ کنفرانس اروپا ۲۲–۲۰۲۱ سقوط به سری بی ۲۲–۲۰۲۱ |
| ۱۵.                      | اسپتزیا     | ۳۹     | ۳۸   | ۹  | ۱۲ | ۱۷ | ۵۲   | ۷۲   | -۲۰  | قوانین جدول رده‌بندی: ۱: امتیازات ۲: امتیاز در بازی‌های رو در رو ۳: تفاضل گل در بازی‌های رو در رو ۴: تفاضل گل ۵: گل‌های زده ۶: تساوی‌ها یادداشت: آمار بازی‌های رو در رو تنها زمانی در نظر گرفته می‌شود که تمام بازی‌های متقابل تیم‌های مورد نظر برگزار شده باشد. صعود و سقوط کسب سهمیه حضور در مرحله گروهی لیگ قهرمانان اروپا ۲۲–۲۰۲۱ کسب سهمیه حضور در مرحله گروهی لیگ اروپا ۲۲–۲۰۲۱ کسب سهمیه حضور در مرحله پلی‌آف لیگ کنفرانس اروپا ۲۲–۲۰۲۱ سقوط به سری بی ۲۲–۲۰۲۱ |
| ۱۶.                      | کالیاری     | ۳۷     | ۳۸   | ۹  | ۱۰ | ۱۹ | ۴۳   | ۵۹   | -۱۶  | قوانین جدول رده‌بندی: ۱: امتیازات ۲: امتیاز در بازی‌های رو در رو ۳: تفاضل گل در بازی‌های رو در رو ۴: تفاضل گل ۵: گل‌های زده ۶: تساوی‌ها یادداشت: آمار بازی‌های رو در رو تنها زمانی در نظر گرفته می‌شود که تمام بازی‌های متقابل تیم‌های مورد نظر برگزار شده باشد. صعود و سقوط کسب سهمیه حضور در مرحله گروهی لیگ قهرمانان اروپا ۲۲–۲۰۲۱ کسب سهمیه حضور در مرحله گروهی لیگ اروپا ۲۲–۲۰۲۱ کسب سهمیه حضور در مرحله پلی‌آف لیگ کنفرانس اروپا ۲۲–۲۰۲۱ سقوط به سری بی ۲۲–۲۰۲۱ |
| ۱۷.                      | تورینو      | ۳۷     | ۳۸   | ۷  | ۱۶ | ۱۵ | ۵۰   | ۶۹   | -۱۹  | قوانین جدول رده‌بندی: ۱: امتیازات ۲: امتیاز در بازی‌های رو در رو ۳: تفاضل گل در بازی‌های رو در رو ۴: تفاضل گل ۵: گل‌های زده ۶: تساوی‌ها یادداشت: آمار بازی‌های رو در رو تنها زمانی در نظر گرفته می‌شود که تمام بازی‌های متقابل تیم‌های مورد نظر برگزار شده باشد. صعود و سقوط کسب سهمیه حضور در مرحله گروهی لیگ قهرمانان اروپا ۲۲–۲۰۲۱ کسب سهمیه حضور در مرحله گروهی لیگ اروپا ۲۲–۲۰۲۱ کسب سهمیه حضور در مرحله پلی‌آف لیگ کنفرانس اروپا ۲۲–۲۰۲۱ سقوط به سری بی ۲۲–۲۰۲۱ |
| ۱۸.                      | بنونتو      | ۳۳     | ۳۸   | ۷  | ۱۲ | ۱۹ | ۴۰   | ۷۵   | -۳۵  | قوانین جدول رده‌بندی: ۱: امتیازات ۲: امتیاز در بازی‌های رو در رو ۳: تفاضل گل در بازی‌های رو در رو ۴: تفاضل گل ۵: گل‌های زده ۶: تساوی‌ها یادداشت: آمار بازی‌های رو در رو تنها زمانی در نظر گرفته می‌شود که تمام بازی‌های متقابل تیم‌های مورد نظر برگزار شده باشد. صعود و سقوط کسب سهمیه حضور در مرحله گروهی لیگ قهرمانان اروپا ۲۲–۲۰۲۱ کسب سهمیه حضور در مرحله گروهی لیگ اروپا ۲۲–۲۰۲۱ کسب سهمیه حضور در مرحله پلی‌آف لیگ کنفرانس اروپا ۲۲–۲۰۲۱ سقوط به سری بی ۲۲–۲۰۲۱ |
| ۱۹.                      | کروتونه     | ۲۳     | ۳۸   | ۶  | ۵  | ۲۷ | ۴۵   | ۹۲   | -۴۷  | قوانین جدول رده‌بندی: ۱: امتیازات ۲: امتیاز در بازی‌های رو در رو ۳: تفاضل گل در بازی‌های رو در رو ۴: تفاضل گل ۵: گل‌های زده ۶: تساوی‌ها یادداشت: آمار بازی‌های رو در رو تنها زمانی در نظر گرفته می‌شود که تمام بازی‌های متقابل تیم‌های مورد نظر برگزار شده باشد. صعود و سقوط کسب سهمیه حضور در مرحله گروهی لیگ قهرمانان اروپا ۲۲–۲۰۲۱ کسب سهمیه حضور در مرحله گروهی لیگ اروپا ۲۲–۲۰۲۱ کسب سهمیه حضور در مرحله پلی‌آف لیگ کنفرانس اروپا ۲۲–۲۰۲۱ سقوط به سری بی ۲۲–۲۰۲۱ |
| ۲۰.                      | پارما       | ۲۰     | ۳۸   | ۳  | ۱۱ | ۲۴ | ۳۹   | ۸۳   | -۴۴  | قوانین جدول رده‌بندی: ۱: امتیازات ۲: امتیاز در بازی‌های رو در رو ۳: تفاضل گل در بازی‌های رو در رو ۴: تفاضل گل ۵: گل‌های زده ۶: تساوی‌ها یادداشت: آمار بازی‌های رو در رو تنها زمانی در نظر گرفته می‌شود که تمام بازی‌های متقابل تیم‌های مورد نظر برگزار شده باشد. صعود و سقوط کسب سهمیه حضور در مرحله گروهی لیگ قهرمانان اروپا ۲۲–۲۰۲۱ کسب سهمیه حضور در مرحله گروهی لیگ اروپا ۲۲–۲۰۲۱ کسب سهمیه حضور در مرحله پلی‌آف لیگ کنفرانس اروپا ۲۲–۲۰۲۱ سقوط به سری بی ۲۲–۲۰۲۱ |
| منبع: Serie A ،Soccerway |             |        |      |    |    |    |      |      |      | |

### امتیاز براساس هفته
| تیم                                                                         | ۱  | ۲ | ۳  | ۴  | ۵  | ۶  | ۷  | ۸  | ۹  | ۱۰  | ۱۱ | ۱۲ | ۱۳ | ۱۴ | ۱۵ | ۱۶ | ۱۷ | ۱۸ | ۱۹  | ۲۰ | ۲۱ | ۲۲ | ۲۳ | ۲۴  | ۲۵  | ۲۶ | ۲۷ | ۲۸  | ۲۹ | ۳۰  | ۳۱ | ۳۲ | ۳۳ | ۳۴ | ۳۵ | ۳۶ | ۳۷ | ۳۸  |
| تیم                                                                         |    |   |    |    |    |    |    |    |    |     |    |    |    |    |    |    |    |    |     |    |    |    |    |     |     |    |    |     |    |     |    |    |    |    |    |    |    |     |
| --------------------------------------------------------------------------- | -- | - | -- | -- | -- | -- | -- | -- | -- | --- | -- | -- | -- | -- | -- | -- | -- | -- | --- | -- | -- | -- | -- | --- | --- | -- | -- | --- | -- | --- | -- | -- | -- | -- | -- | -- | -- | --- |
| آتالانتا                                                                    | ۰* | ۳ | ۹* | ۹  | ۹  | ۱۲ | ۱۳ | ۱۴ | ۱۴ | ۱۴* | ۱۷ | ۱۸ | ۲۱ | ۲۲ | ۲۵ | ۲۸ | ۳۱ | ۳۲ | ۳۶* | ۳۶ | ۳۷ | ۴۰ | ۴۳ | ۴۶  | ۴۹  | ۴۹ | ۵۲ | ۵۵  | ۵۸ | ۶۱  | ۶۴ | ۶۵ | ۶۸ | ۶۹ | ۷۲ | ۷۵ | ۷۸ | ۷۸  |
| بنونتو                                                                      | ۰  | ۳ | ۶  | ۶  | ۶  | ۶  | ۶  | ۹  | ۱۰ | ۱۱  | ۱۱ | ۱۲ | ۱۵ | ۱۸ | ۱۸ | ۲۱ | ۲۱ | ۲۱ | ۲۲  | ۲۲ | ۲۳ | ۲۴ | ۲۵ | ۲۵  | ۲۵  | ۲۶ | ۲۶ | ۲۹  | ۳۰ | ۳۰  | ۳۰ | ۳۱ | ۳۱ | ۳۱ | ۳۱ | ۳۱ | ۳۲ | ۳۳  |
| بولونیا                                                                     | ۰  | ۳ | ۳  | ۳  | ۳  | ۶  | ۶  | ۹  | ۱۲ | ۱۲  | ۱۲ | ۱۳ | ۱۴ | ۱۵ | ۱۶ | ۱۷ | ۱۷ | ۲۰ | ۲۰  | ۲۰ | ۲۳ | ۲۴ | ۲۵ | ۲۸  | ۲۸  | ۲۸ | ۳۱ | ۳۴  | ۳۴ | ۳۴  | ۳۷ | ۳۸ | ۳۸ | ۳۹ | ۴۰ | ۴۰ | ۴۱ | ۴۱  |
| کالیاری                                                                     | ۱  | ۱ | ۱  | ۴  | ۷  | ۷  | ۱۰ | ۱۰ | ۱۱ | ۱۲  | ۱۲ | ۱۳ | ۱۴ | ۱۴ | ۱۴ | ۱۴ | ۱۴ | ۱۴ | ۱۴  | ۱۵ | ۱۵ | ۱۵ | ۱۵ | ۱۸  | ۲۱  | ۲۲ | ۲۲ | ۲۲  | ۲۲ | ۲۲  | ۲۵ | ۲۸ | ۳۱ | ۳۲ | ۳۵ | ۳۶ | ۳۷ | ۳۷  |
| کروتونه                                                                     | ۰  | ۰ | ۰  | ۱  | ۱  | ۱  | ۲  | ۲  | ۲  | ۲   | ۵  | ۶  | ۶  | ۹  | ۹  | ۹  | ۹  | ۱۲ | ۱۲  | ۱۲ | ۱۲ | ۱۲ | ۱۲ | ۱۲  | ۱۲  | ۱۵ | ۱۵ | ۱۵  | ۱۵ | ۱۵  | ۱۵ | ۱۵ | ۱۸ | ۱۸ | ۱۸ | ۲۱ | ۲۲ | ۲۳  |
| فیورنتینا                                                                   | ۳  | ۳ | ۳  | ۴  | ۷  | ۷  | ۸  | ۸  | ۸  | ۹   | ۹  | ۱۰ | ۱۱ | ۱۴ | ۱۵ | ۱۵ | ۱۸ | ۱۸ | ۲۱  | ۲۲ | ۲۲ | ۲۲ | ۲۵ | ۲۵  | ۲۵  | ۲۶ | ۲۹ | ۲۹  | ۳۰ | ۳۰  | ۳۰ | ۳۳ | ۳۴ | ۳۵ | ۳۸ | ۳۹ | ۳۹ | ۴۰  |
| جنوآ                                                                        | ۳  | ۳ | ۳  | ۴  | ۴  | ۵  | ۵  | ۵  | ۵  | ۶   | ۶  | ۷  | ۷  | ۱۰ | ۱۱ | ۱۱ | ۱۴ | ۱۵ | ۱۸  | ۲۱ | ۲۴ | ۲۵ | ۲۶ | ۲۶  | ۲۷  | ۲۷ | ۲۸ | ۳۱  | ۳۲ | ۳۲  | ۳۲ | ۳۳ | ۳۶ | ۳۶ | ۳۶ | ۳۹ | ۳۹ | ۴۲  |
| اینتر                                                                       | ۰* | ۳ | ۷* | ۷  | ۱۰ | ۱۱ | ۱۲ | ۱۵ | ۱۸ | ۲۱  | ۲۴ | ۲۷ | ۳۰ | ۳۳ | ۳۶ | ۳۶ | ۳۷ | ۴۰ | ۴۱  | ۴۴ | ۴۷ | ۵۰ | ۵۳ | ۵۶  | ۵۹  | ۶۲ | ۶۵ | ۶۵* | ۶۸ | ۷۴* | ۷۵ | ۷۶ | ۷۹ | ۸۲ | ۸۵ | ۸۸ | ۸۸ | ۹۱  |
| یوونتوس                                                                     | ۳  | ۴ | ۴* | ۵  | ۶  | ۹  | ۱۰ | ۱۳ | ۱۴ | ۱۷  | ۲۰ | ۲۱ | ۲۴ | ۲۴ | ۲۷ | ۳۰ | ۳۳ | ۳۳ | ۳۶  | ۳۹ | ۴۲ | ۴۲ | ۴۵ | ۴۶  | ۴۹  | ۵۲ | ۵۵ | ۵۵  | ۵۶ | ۶۲* | ۶۲ | ۶۵ | ۶۶ | ۶۹ | ۶۹ | ۷۲ | ۷۵ | ۷۸  |
| لاتزیو                                                                      | ۰  | ۳ | ۴  | ۴  | ۷  | ۱۰ | ۱۱ | ۱۴ | ۱۴ | ۱۷  | ۱۷ | ۱۸ | ۲۱ | ۲۱ | ۲۲ | ۲۵ | ۲۸ | ۳۱ | ۳۴  | ۳۷ | ۴۰ | ۴۰ | ۴۳ | ۴۳  | ۴۳* | ۴۳ | ۴۶ | ۴۹  | ۵۲ | ۵۵  | ۵۸ | ۵۸ | ۶۱ | ۶۴ | ۶۴ | ۶۷ | ۶۷ | ۶۸* |
| میلان                                                                       | ۳  | ۶ | ۹  | ۱۲ | ۱۳ | ۱۶ | ۱۷ | ۲۰ | ۲۳ | ۲۶  | ۲۷ | ۲۸ | ۳۱ | ۳۴ | ۳۷ | ۳۷ | ۴۰ | ۴۳ | ۴۳  | ۴۶ | ۴۹ | ۴۹ | ۴۹ | ۵۲  | ۵۳  | ۵۶ | ۵۶ | ۵۹  | ۶۰ | ۶۳  | ۶۶ | ۶۶ | ۶۶ | ۶۹ | ۷۲ | ۷۵ | ۷۶ | ۷۹  |
| ناپولی                                                                      | ۳  | ۶ | ۶  | ۹  | ۱۲ | ۱۲ | ۱۵ | ۱۵ | ۱۸ | ۲۱  | ۲۴ | ۲۴ | ۲۴ | ۲۵ | ۲۸ | ۲۸ | ۳۱ | ۳۴ | ۳۴  | ۳۷ | ۳۷ | ۴۰ | ۴۰ | ۴۳  | ۴۴  | ۴۷ | ۵۰ | ۵۳  | ۵۶ | ۵۹  | ۶۰ | ۶۳ | ۶۶ | ۶۷ | ۷۰ | ۷۳ | ۷۶ | ۷۷  |
| پارما                                                                       | ۰  | ۰ | ۳  | ۳  | ۴  | ۵  | ۶  | ۶  | ۹  | ۱۰  | ۱۱ | ۱۲ | ۱۲ | ۱۲ | ۱۲ | ۱۲ | ۱۲ | ۱۳ | ۱۳  | ۱۳ | ۱۳ | ۱۳ | ۱۴ | ۱۵  | ۱۵  | ۱۶ | ۱۹ | ۱۹  | ۲۰ | ۲۰  | ۲۰ | ۲۰ | ۲۰ | ۲۰ | ۲۰ | ۲۰ | ۲۰ | ۲۰  |
| رم                                                                          | ۰  | ۱ | ۴  | ۷  | ۸  | ۱۱ | ۱۴ | ۱۷ | ۱۷ | ۱۸  | ۲۱ | ۲۴ | ۲۴ | ۲۷ | ۳۰ | ۳۳ | ۳۴ | ۳۴ | ۳۷  | ۴۰ | ۴۰ | ۴۳ | ۴۴ | ۴۴  | ۴۷  | ۵۰ | ۵۰ | ۵۰  | ۵۱ | ۵۴  | ۵۴ | ۵۵ | ۵۵ | ۵۵ | ۵۸ | ۵۸ | ۶۱ | ۶۲  |
| سمپدوریا                                                                    | ۰  | ۰ | ۳  | ۶  | ۹  | ۱۰ | ۱۰ | ۱۰ | ۱۱ | ۱۱  | ۱۱ | ۱۴ | ۱۷ | ۱۷ | ۱۷ | ۲۰ | ۲۰ | ۲۳ | ۲۶  | ۲۶ | ۲۷ | ۳۰ | ۳۰ | ۳۰  | ۳۱  | ۳۲ | ۳۲ | ۳۵  | ۳۶ | ۳۶  | ۳۹ | ۴۲ | ۴۲ | ۴۵ | ۴۵ | ۴۶ | ۴۹ | ۵۲  |
| ساسولو                                                                      | ۱  | ۴ | ۷  | ۱۰ | ۱۱ | ۱۴ | ۱۵ | ۱۸ | ۱۸ | ۱۹  | ۲۲ | ۲۳ | ۲۳ | ۲۶ | ۲۶ | ۲۹ | ۲۹ | ۳۰ | ۳۰  | ۳۱ | ۳۱ | ۳۴ | ۳۵ | ۳۵  | ۳۶  | ۳۶ | ۳۹ | ۳۹  | ۴۰ | ۴۳  | ۴۶ | ۴۹ | ۵۲ | ۵۳ | ۵۶ | ۵۶ | ۵۹ | ۶۲  |
| اسپتزیا                                                                     | ۰* | ۰ | ۳* | ۴  | ۵  | ۵  | ۸  | ۹  | ۱۰ | ۱۰  | ۱۰ | ۱۱ | ۱۱ | ۱۱ | ۱۱ | ۱۴ | ۱۷ | ۱۸ | ۱۸  | ۱۸ | ۲۱ | ۲۴ | ۲۴ | ۲۵  | ۲۵  | ۲۶ | ۲۶ | ۲۹  | ۲۹ | ۳۲  | ۳۲ | ۳۳ | ۳۳ | ۳۴ | ۳۴ | ۳۵ | ۳۸ | ۳۹  |
| تورینو                                                                      | ۰  | ۰ | ۰* | ۰  | ۱  | ۱  | ۵* | ۵  | ۶  | ۶   | ۶  | ۶  | ۷  | ۸  | ۱۱ | ۱۲ | ۱۲ | ۱۳ | ۱۴  | ۱۵ | ۱۶ | ۱۷ | ۲۰ | ۲۰* | ۲۰* | ۲۰ | ۲۰ | ۲۳* | ۲۴ | ۲۷  | ۳۰ | ۳۱ | ۳۱ | ۳۴ | ۳۵ | ۳۵ | ۳۵ | ۳۷* |
| اودینزه                                                                     | ۰  | ۰ | ۰  | ۳  | ۳  | ۳  | ۴  | ۷  | ۱۰ | ۱۰* | ۱۳ | ۱۴ | ۱۵ | ۱۵ | ۱۵ | ۱۶ | ۱۶ | ۱۶ | ۱۸* | ۲۱ | ۲۴ | ۲۴ | ۲۵ | ۲۸  | ۲۹  | ۳۲ | ۳۳ | ۳۳  | ۳۳ | ۳۳  | ۳۶ | ۳۶ | ۳۹ | ۳۹ | ۴۰ | ۴۰ | ۴۰ | ۴۰  |
| هلاس ورونا                                                                  | ۳  | ۶ | ۶  | ۷  | ۸  | ۱۱ | ۱۲ | ۱۲ | ۱۵ | ۱۶  | ۱۹ | ۱۹ | ۲۰ | ۲۰ | ۲۳ | ۲۴ | ۲۷ | ۲۷ | ۳۰  | ۳۰ | ۳۰ | ۳۳ | ۳۴ | ۳۵  | ۳۸  | ۳۸ | ۳۸ | ۳۸  | ۴۱ | ۴۱  | ۴۱ | ۴۱ | ۴۱ | ۴۲ | ۴۳ | ۴۳ | ۴۴ | ۴۵  |
| یادداشت: * نشان می‌دهد که مسابقه به تعویق افتاده یا به حال تعلیق درآمده است. |    |   |    |    |    |    |    |    |    |     |    |    |    |    |    |    |    |    |     |    |    |    |    |     |     |    |    |     |    |     |    |    |    |    |    |    |    |     |

## آمار فصل
| بازیکن             | باشگاه      | گل‌ها | بازی‌ها | م.گ. |
| ------------------ | ----------- | ---- | ------ | ---- |
| کریستیانو رونالدو  | یوونتوس     | 29   | 33     | 0.88 |
| روملو لوکاکو       | اینتر میلان | 24   | 36     | 0.65 |
| لوئیس موریل        | آتالانتا    | 22   | 36     | 0.65 |
| دوشان ولاهوویچ     | فیورنتینا   | 21   | 35     | 0.6  |
| چیرو ایموبیله      | لاتزیو      | 19   | 31     | 0.61 |
| سیمئون نوانکو      | کروتونه     | 20   | 38     | 0.53 |
| لورنزو اینسینیه    | ناپولی      | 18   | 31     | 0.58 |
| دومنیکو براردی     | ساسولو      | 16   | 28     | 0.57 |
| ژوائو پدرو         | کالیاری     | 16   | 35     | 0.46 |
| لائوتارو مارتینس   | اینتر میلان | 16   | 36     | 0.44 |
| زلاتان ابراهیموویچ | میلان       | 15   | 19     | 0.79 |

| بازیکن               | باشگاه      | پاس گل | بازی‌ها |
| -------------------- | ----------- | ------ | ------ |
| روسلان مالینووسکی    | آتالانتا    | 12     | 36     |
| روملو لوکاکو         | اینتر میلان | 11     | 36     |
| خوان کوادرادو        | یوونتوس     | 10     | 28     |
| هنریخ مخیتاریان      | رم          | 10     | 32     |
| پیوتر ژیلینسکی       | ناپولی      | 10     | 34     |
| یوسیپ ایلیچیچ        | آتالانتا    | 9      | 28     |
| آلوارو موراتا        | یوونتوس     | 9      | 30     |
| هاکان چالهان‌اوغلو    | میلان       | 9      | 31     |
| فدریکو کیه‌زا         | یوونتوس     | 9      | 31     |
| سرگی میلینکویچ-ساویچ | لاتزیو      | 9      | 31     |
| لوئیس موریل          | آتالانتا    | 9      | 34     |
| رودریگو د پل         | اودینزه     | 9      | 34     |
| دریس مرتنز           | ناپولی      | 8      | 27     |
| اشرف حکیمی           | اینتر میلان | 8      | 35     |

### هت-تریک‌ها
| باشگاه      | بازیکن            | گل‌ها            | میزبان  | نتیجه   | مهمان     | تاریخ         | هفته    |
| ----------- | ----------------- | --------------- | ------- | ------- | --------- | ------------- | ------- |
| رم          | هنریخ مخیتاریان   | ۴۵+۲'، ۶۶'، ۸۵' | جنوآ    | ۱–۳ (م) | رم        | ۸ نوامبر ۲۰۲۰ | هفته ۷  |
| اینتر میلان | لوتارو مارتینس    | ۲۰'، ۵۷'، ۷۸'   | اینتر   | ۶–۲ (خ) | کروتونه   | ۳ ژانویه ۲۰۲۱ | هفته ۱۵ |
| فیورنتینا   | دوشان ولاهوویچ    | ۸'، ۲۶'، ۴۵+۱'  | بنونتو  | ۱–۴ (م) | فیورنتینا | ۱۳ مارس ۲۰۲۱  | هفته ۲۷ |
| یوونتوس     | کریستیانو رونالدو | ۱۰'، ۲۵'، ۳۲'   | کالیاری | ۱–۳ (م) | یوونتوس   | ۱۴ مارس ۲۰۲۱  | هفته ۲۷ |
| بولونیا     | رودریگو پالاسیو   | ۳۱'، ۷۱'، ۸۴'   | بولونیا | ۳–۳ ()  | فیورنتینا | ۲ مه ۲۰۲۱     | هفته ۳۴ |
| میلان       | انته ربیچ         | ۶۷'، ۷۲'، ۷۹'   | تورینو  | ۰–۷ (م) | میلان     | ۱۲ مه ۲۰۲۱    | هفته ۳۶ |

| \| رتبه \| بازیکن \| باشگاه \| کلین-شیت[۳۵] \| \| ---- \| ------------------ \| ----------- \| ------------ \| \| ۱ \| جانلوئیجی دوناروما \| میلان \| ۱۴ \| \| ۱ \| سمیر هاندانوویچ \| اینتر میلان \| ۱۴ \| \| ۳ \| پیرلوئیجی گولینی \| آتالانتا \| ۹ \| \| ۳ \| پپه رینا \| لاتزیو \| ۹ \| \| ۵ \| بارتومی درانگوفسکی \| فیورنتینا \| ۸ \| \| ۵ \| خوان موسو \| اودینزه \| ۸ \| \| ۵ \| داوید اوسپینا \| ناپولی \| ۸ \| \| ۵ \| ماتیا پرین \| جنوا \| ۸ \| \| ۹ \| آندریا کانسیگلی \| ساسولو \| ۷ \| \| ۹ \| لورنزو مونتیپو \| بنونتو \| ۷ \| \| ۹ \| مارکو سیلوستری \| هلاس ورونا \| ۷ \| \| ۹ \| سالواتوره سیریگو \| تورینو \| ۷ \| | انضباط فردی بیشترین کارت زرد: ۱۴ پاسکواله شیاتارلا (بنونتو) بیشترین کارت قرمز: ۲ چارالامپوس لیکوگیانیس (کالیاری) رودریگو د پل (اودینزه) باشگاهی بیشترین کارت زرد: ۱۰۰ ( لاتزیو ) بیشترین کارت قرمز: ۶ ( یوونتوس ) کمترین کارت زرد: ۵۹ ( اینتر میلان ) کمترین کارت قرمز: ۱ ( هلاس ورونا ، پارما ) |             |          |
| رتبه | بازیکن | باشگاه      | کلین-شیت |
| ۱ | جانلوئیجی دوناروما | میلان       | ۱۴       |
| ۱ | سمیر هاندانوویچ | اینتر میلان | ۱۴       |
| ۳ | پیرلوئیجی گولینی | آتالانتا    | ۹        |
| ۳ | پپه رینا | لاتزیو      | ۹        |
| ۵ | بارتومی درانگوفسکی | فیورنتینا   | ۸        |
| ۵ | خوان موسو | اودینزه     | ۸        |
| ۵ | داوید اوسپینا | ناپولی      | ۸        |
| ۵ | ماتیا پرین | جنوا        | ۸        |
| ۹ | آندریا کانسیگلی | ساسولو      | ۷        |
| ۹ | لورنزو مونتیپو | بنونتو      | ۷        |
| ۹ | مارکو سیلوستری | هلاس ورونا  | ۷        |
| ۹ | سالواتوره سیریگو | تورینو      | ۷        |

## جوایز
| ماه     | بازیکن               | باشگاه   | منبع   |
| ------- | -------------------- | -------- | ------ |
| سپتامبر | آلخاندرو داریو گومز  | آتالانتا | [ ۳۶ ] |
| اکتبر   | زلاتان ابراهیموویچ   | میلان    | [ ۳۷ ] |
| نوامبر  | کریستیانو رونالدو    | یوونتوس  | [ ۳۸ ] |
| دسامبر  | هاکان چالهان‌اوغلو    | میلان    | [ ۳۹ ] |
| ژانویه  | سرگی میلینکویچ-ساویچ | لاتزیو   | [ ۴۰ ] |
| فوریه   | روملو لوکاکو         | اینتر    | [ ۴۱ ] |
| مارس    | لورنزو اینسینیه      | ناپولی   | [ ۴۲ ] |
| آوریل   | لوئیس موریل          | آتالانتا | [ ۴۳ ] |
| مه      | روسلان مالینووسکی    | آتالانتا | [ ۴۴ ] |

| جایزه              | برنده              | باشگاه    | منبع   |
| ------------------ | ------------------ | --------- | ------ |
| باارزش‌ترین بازیکن  | روملو لوکاکو       | اینتر     | [ ۴۶ ] |
| بهترین بازیکن جوان | دوشان ولاهوویچ     | فیورنتینا | [ ۴۷ ] |
| بهترین دروازه‌بان   | جانلوئیجی دوناروما | میلان     | [ ۴۸ ] |
| بهترین مدافع       | کریستین رومرو      | آتالانتا  | [ ۴۹ ] |
| بهترین هافبک       | نیکولو بارلا       | اینتر     | [ ۵۰ ] |
| بهترین مهاجم       | کریستیانو رونالدو  | یوونتوس   | [ ۵۱ ] |

## یادداشت
1. ↑  اسپتزیا در حالی که عملیات بازسازی در ورزشگاه آلبرتو پیکو (در حال حاضر با ظرفیت تقریبی ۱۰ هزار صندلی) در حال اتمام است، دوازده بازی اول این فصل را در ورزشگاه دینو مانوتزی در چزنا برگزار می‌کند.[۱۲]
2. 1 2  از آنجایی که یوونتوس، به عنوان قهرمان کوپا ایتالیا ۲۱–۲۰۲۰، جواز حضور در لیگ قهرمانان اروپا را کسب کرده بود، سهمیه حضور در لیگ اروپا که به قهرمان کوپا ایتالیا تعلق می‌گرفت به تیم ششم واگذار شد و سهمیه حضور در مرحله پلی‌آف لیگ کنفرانس اروپا به تیم هفتم اعطا شد.
3. 1 2  آتالانتا با توجه به امتیازها در بازی‌های رودررو بالاتر از یوونتوس قرار گرفت: یوونتوس ۱–۱ آتالانتا، آتالانتا ۱–۰ یوونتوس.